# جاده ۵۱ (ایران)
جاده ۵۱ یکی از راههای ایران است که شهرکرد وفرخ‌شهر  را با اصفهان پیوند می‌دهد.